# Vepris
Vepris là một chi thực vật trong họ Rutaceae, có khoảng 80 loài, sống chủ yếu ở vùng nhiệt đới châu Phi (gồm cả Madagascar, Zanzibar, quần đảo Mascarene) cũng như bán đảo Ả Rập và Ấn Độ.

## Loài
(Danh sách này chưa đầy đủ):
- Vepris ampody  H.Perr. (Kan-Fan et al.,1970)
- Vepris allenii Verdoorn
- Vepris arushensis Kokwaro
- Vepris bali Cheek, Gosline and Onana
- Vepris bilocularis  (Wight et Arn.) Engl.
- Vepris borenensis (M.G.Gilbert) W.Mziray
- Vepris dainellii  (Pic. Serm.) Kokwaro
- Vepris elliotii  (Radlk.)
- Vepris fitoravina  H.Perr.
- Vepris glandulosa (Hoyle & Leakey) Kokwaro
- Vepris glomerata  (F.Hoff.) Engl.
- Vepris heterophylla (Engl.) Letouzey
- Vepris lanceolata (Lam.) G.Don
- Vepris leandriana  H.Perr.
- Vepris louisii
- Vepris macrophylla  (Baker)
- Vepris madagascarica  (Baill.) H.Perr.
- Vepris mandangoa Lisowski
- Vepris pilosa  (Baker)
- Vepris punctata  (I.Verd.)
- Vepris samburuensis Kokwaro
- Vepris sansibarensis (Engl.) W. Mziray
- Vepris sclerophylla  H.Perr.
- Vepris stolzii  I.Verd.
- Vepris trifoliolata (Engl.) Mziray
- Vepris uguenensis  Engl.